# Vietsenia poilanei
Vietsenia poilanei är en tvåhjärtbladig växtart som beskrevs av Carlo Hansen. Vietsenia poilanei ingår i släktet Vietsenia och familjen Melastomataceae. Inga underarter finns listade i Catalogue of Life.